# Balkan Investment Bank Banja Luka
Balkan Investment Bank Banja Luka (code BLSE : BLKB-O-A) est une banque bosnienne qui a son siège social à Banja Luka, la capitale de la république serbe de Bosnie. Elle fait partie des compagnies financières qui constituent la Bourse de Banja Luka.

## Histoire
Balkan Investment Bank Banja Luka a commencé ses activités le 12 juillet 2000. À cette époque, elle était la première banque commerciale des Balkans constituée par des capitaux étrangers : son capital était détenu à hauteur de 49 % par la banque lituanienne AB Ukio Bankas, la plus ancienne banque privée de ce pays, et à hauteur de 51 % par la compagnie UAB Ūkio Banko Investicinė Grupė, une autre société lituanienne. Basée à Banja Luka, elle a progressivement étendu ses activités dans d'autres villes de la république serbe de Bosnie et dans d'autres pays de l'ex-Yougoslavie.

## Activités
Nova banka Banja Luka propose des services financiers aux particuliers et aux entreprises : comptes courants, chéquiers, cartes de paiement, épargne, crédits à court et long terme, ainsi que des services de banque en ligne, etc. Elle assure également des fonctions de courtage par l'intermédiaire de son département Balkan Investment Broker. La banque opère en Bosnie-Herzégovine à travers un réseau de succursales.

## Données financières et boursières
Le 30 mars 2010, l'action de Balkan Investment Bank Banja Luka valait 98,78 BAM (marks convertibles), soit 50,50 EUR. Le 31 décembre 2008, le capital actions de la banque s'élevait à 27 000 000 BAM (soit 13 804 880 EUR) et ses actionnaires principaux étaient Ukio Banko Investicione Grupe UAB (13,5 millions de BAM, 49,99 %), Asocijuoto Turto Valdymas UAB (8,102 millions de BAM, 30,01 %), Balkan Invest UAB (2,703 millions de BAM, 10,02 %) et Ukio Bankas AB (2.695 millions de BAM, 9,98 %).